# Fulvius
Fulvius var en mycket förgrenad romersk plebejisk ätt från Tusculum.
Bland släktens medlemmar märks:
- Quintus Fulvius Flaccus (konsul 237 f.Kr.), romersk politiker
- Quintus Fulvius Flaccus (konsul 180 f.Kr.), romersk politiker
- Quintus Fulvius Flaccus (konsul 179 f.Kr.), romersk politiker
- Marcus Fulvius Flaccus (konsul 264 f.Kr.), romersk politiker
- Marcus Fulvius Flaccus (konsul 125 f.Kr.), romersk politiker
- Marcus Fulvius Flaccus (folktribun 198 f.Kr.), romersk politiker
- Marcus Fulvius Nobilior (konsul 189 f.Kr.), romersk politiker
- Marcus Fulvius Nobilior (konsul 159 f.Kr.), romersk politiker